# Eva Uhrová
Eva Uhrová (1938) je absolventka Fakulty žurnalistiky Univerzity Karlovy, novinářka a redaktorka ženských časopisů se specializací na historii ženského hnutí. 
Vydala publikace Po nevyšlapaných stezkách - z dějin ženského hnutí a jeho žurnalistiky do roku 1921 (Mona 1984). Kam kráčejí feministky (in Alty a soprány, Gender Studies Centre 1994).
Tři studie: Ženy KSČ a stávkové hnutí textilních dělnic v Čechách ve 20. letech 20. století, Národní fronta žen a Rada československých žen, květen 1945 - únor 1948, Česká novinářka Barbora Rezlerová-Švarcová in Kárník Zdeněk a Kopeček Michal, eds., Bolševismus, komunismus a radikální socialismus v Československu (Ústav pro soudobé dějiny AV ČR 2004 a 2005). České ženy známé a neznámé (Mediasys 2008), Ženy, které uměly myslet i bez manžela (Krásná paní 2009), Anna Honzáková a jiné dámy (vlastním nákladem 2012), Radostná i hořká Františka Plamínková (Mediasys 2014) a Po stopách šesti žen (Mediasys 2020).

## Spisy
- Po nevyšlapaných stezkách : z dějin ženského hnutí a jeho žurnalistiky do roku 1921 (1984)
- České ženy známé a neznámé (2008), ISBN 978-80-254-3002-6
- Ženy, které uměly myslet i bez manžela (2009), ISBN 978-80-86713-55-7
- Anna Honzáková a jiné dámy (2012), ISBN 978-80-260-3152-9
- Radostná i hořká Františka Plamínková (2014), ISBN 978-80-260-7207-2
- Po stopách šesti žen (2020) (o osudech Milady Petříkové-Pavlíkové, Elišky Purkyňové, Marie Steyskalové, Elišky Vozábové, Milady Horákové) ISBN 978-80-270-7989-6

### Exzerní odkazy
- Seznam děl v Souborném katalogu ČR, jejichž autorem nebo tématem je Eva Uhrová
- Eva Uhrová v Databázi knih
- Rozhovor s PhDr. Evou Uhrovou o boji žen za volební právo [online]. Fórum 50 %, o. p. s., 2019 [cit. 2025-02-02]. Dostupné online.